# Wasei-eigo
Wasei-eigo (jap. 和製英語) – wyrazy angielskie utworzone w Japonii.
Słowa japońskie powstałe ze słów lub morfemów języka angielskiego. Niektóre z nich przyjęły się w języku angielskim. Zazwyczaj zapisywane są katakaną.

## Przykłady
Przykładowe wasei-eigo:
- ofisu redī (オフィスレディー office lady) – kobieta pracująca w biurze
- sararīman (サラリーマン, czyli salaryman) – pracownik umysłowy
- wōkuman (ウォークマン, czyli walkman) – jedno z wasei-eigo, które przyjęły się nie tylko w angielskim, ale właściwie w większości języków świata
- maikā (マイカー, czyli my car) – samochód prywatny (w przeciwieństwie do firmowego)
- Sērā Mūn (セーラームーン, czyli Sailor Moon) – tytuł popularnego anime oraz pseudonim jednej z jego bohaterek
- baikingu (バイキング, czyli viking) – bufet, szwedzki stół
- donmai (od ang. Don’t pay that any mind – Nie zwracaj na to uwagi) – nie martw się[2]
- maipesu – osoba, która robi coś po swojemu i/lub we własnym tempie[2]
- wanpisu – sukienka (por. ang. one-piece ー jednoczęściowy)[2]
- handorukipa (od ang. handle keeper ー osoba trzymająca kierownicę) – tzw. designated driver(inne języki), czyli wyznaczona osoba, która nie pije alkoholu na spotkaniu, by wozić osoby do miejsca spożycia alkoholu i z powrotem[3]
- konsento (jap. コンセント; od ang. concentric plug) – gniazdko elektryczne[2]
- hochikisu (jap. ホチキス; od ang. nazwy produktu “Hotchkiss No.1” od E.H.Hotchkiss Company, był to pierwszy zszywacz zaimportowany do Japonii z Ameryki) – zszywacz[4]
- shāpupenshiru (jap. シャープペンシル; od ang. sharp pencil ー ostry ołówek) – ołówek mechaniczny lub automatyczny[5]
- baiku (od ang. bike) – motocykl[2]
- bebīkā (jap. ベビーカー; od ang. baby car – dziecięce auto) – wózek dla dzieci[2][6]
- romansugurei (od ang. romance grey) – przystojny, starszy, siwy mężczyzna[2]